# Levantamiento de potencia en los Juegos Mundiales de 2022
El Levantamiento de potencia en los Juegos Mundiales de 2022 es uno de los deportes que formaron parte de los Juegos Mundiales de 2022 celebrados en Birmingham, Alabama durante el mes de julio de 2022, y se llevó a cabo en el Birmingham Jefferson Convention Complex.

## Participantes
- Austria (2)
- Bélgica (1)
- Brasil (7)
- Canadá (1)
- República de China (5)
- Costa Rica (1)
- Dinamarca (4)
- Ecuador (5)
- Egipto (1)
- Finlandia (1)
- Francia (5)
- Alemania (6)
- Reino Unido (3)
- Islandia (2)
- Italia (5)
- Japón (3)
- Mongolia (1)
- Países Bajos (2)
- Noruega (6)
- Filipinas (1)
- Polonia (5)
- Puerto Rico (1)
- Eslovaquia (1)
- Sudáfrica (1)
- Suecia (1)
- Ucrania (11)
- Estados Unidos (3)
- Islas Vírgenes de los Estados Unidos (9)

## Resultados

### Masculino
| Evento            | Oro                  | Plata            | Bronce             |
| ----------------- | -------------------- | ---------------- | ------------------ |
| Lightweight       | Yusuke Satake        | Hsieh Tsung-ting | Hassan El Belghiti |
| Middleweight      | Kjell Egil Bakkelund | Mykola Barannik  | Paul Douglas       |
| Heavyweight       | Volodymyr Rysiev     | Ian Bell         | Danylo Kovalov     |
| Super heavyweight | Oleksiy Bychkov      | Yang Sen         | Tony Cliffe        |

### Femenino
| Evento            | Oro              | Plata             | Bronce                |
| ----------------- | ---------------- | ----------------- | --------------------- |
| Lightweight       | Yukako Fukushima | Zuzanna Kula      | Anastasiia Derevianko |
| Middleweight      | Carola Garra     | Taylor LaChapelle | Larysa Soloviova      |
| Heavyweight       | Agata Sitko      | Kelsey McCarthy   | Francesca Parrello    |
| Super heavyweight | Rhaea Stinn      | Bonica Brown      | Tetyana Melnyk        |

## Medallero
| Rank                | País                                 | Oro | Plata | Bronce | Total |
| ------------------- | ------------------------------------ | --- | ----- | ------ | ----- |
| 1                   | Ucrania                              | 2   | 1     | 4      | 7     |
| 2                   | Japón                                | 2   | 0     | 0      | 2     |
| 3                   | Polonia                              | 1   | 1     | 0      | 2     |
| 4                   | Italia                               | 1   | 0     | 1      | 2     |
| 5                   | Canadá                               | 1   | 0     | 0      | 1     |
| 5                   | Noruega                              | 1   | 0     | 0      | 1     |
| 7                   | Islas Vírgenes de los Estados Unidos | 0   | 3     | 1      | 4     |
| 8                   | China Taipéi                         | 0   | 2     | 0      | 2     |
| 9                   | Estados Unidos                       | 0   | 1     | 0      | 1     |
| 10                  | Francia                              | 0   | 0     | 1      | 1     |
| 10                  | Reino Unido                          | 0   | 0     | 1      | 1     |
| Totales (11 países) | Totales (11 países)                  | 8   | 8     | 8      | 24    |